# ГЕС Зімапан
ГЕС Зімапан (Fernando Hiriart Balderrama) — гідроелектростанція, розташована на межі мексиканських штатів Керетаро та Ідальго. Використовує ресурс із річки Moctezuma, правої твірної Пануко (впадає до Мексиканської затоки у місті Тампіко).
У межах проекту річку невдовзі після злиття її витоків Сан-Хуан і Тула перекрили арковою греблею висотою 203 метра, довжиною 122 метра та шириною від 5 (по гребеню) до 22 (по основі) метрів. Вона утримує водосховище з площею поверхні 21,8 км2 та об'ємом 1390 млн м3, яке витягнулось двома затоками по долинам зазначених тільки що річок.
Зі сховища під правобережним гірським масивом прокладено дериваційний тунель довжиною 21 км з діаметром 4,7 метра, який переходить у напірний водовід довжиною 1,05 км з діаметром 3,5 метра. В системі також працює вирівнювальний резервуар висотою 133 метри з діаметром 12 метрів.
Споруджений у підземному виконанні машинний зал має розміри 70х22 метри при висоті 33 метра. Його обладнали двома турбінами типу Пелтон потужністю по 146 МВт, які використовують напір у 603 метра та забезпечують виробництво 1292 млн кВт-год електроенергії на рік.
Відпрацьована вода повертається у річку за 42 км від греблі.